# شريف دين (مغني)
شريف الدين خروبي، اسمه الفني شريف دين (بالإنجليزية: Sharif dean)‏، ولد في الدار البيضاء في 14 أغسطس سنة 1947، كان في أوج عطاءاته سفيرا جيدا للموسيقى والفن لشمال أفريقيا. ولد في مدينة الدار البيضاء بالمغرب من أم فرنسية ووالد جزائري، ثم عاد ليستقر في باريس مع والدته، وهناك، اكتشف الموسيقى المعاصرة، وغنى بشكل جميل. في عام 1964، انفتحت أمامه الآفاق في مجال الموسيقى عندما حصل على جائزة «المواهب المرموقة» في مسابقة البحث عن المواهب، التي كانت تنظمها آنذاك إذاعة مونت كارلو الدولية.
تابع دراسته في بروكسل، حيث حصل عام 1971 على شهادة البكالوريوس في الفلسفة والأدب، فيما قرر أن يكرس جل نشاطاته لمسيرته الغنائية في عالم الموسيقى والفن.

## من أشهر أغانيه
- هل تحبني؟ (بالإنجليزية:  Do you love me? yes I do)‏[1]
- لا متاعب أكثر (بالإنجليزية: No more troubles)‏[1]
- شكرا ووداعا (بالإنجليزية: Thank you and goodbye)‏[1]

## وصلات خارجية
- شريف دين على موقع ميوزك برينز (الإنجليزية)
- شريف دين على موقع أول ميوزيك (الإنجليزية)
- شريف دين على موقع ديسكوغز (الإنجليزية)

  - أغنية هل تحبني؟ ♡ ?Do you love me?
  - No more troubles أغنية لا متاعب أكثر